# ケウルー
ケウルー（フィンランド語: Keuruu [ˈkeu̯ruː]、スウェーデン語: Keuru）は、フィンランド・中央スオミ県の町、自治体。ケウルー郡に属する。
自治体としての人口は2021年12月31日時点で9441人。そのうちおよそ8000人が中心部で暮らす。面積は1430.57平方kmで、そのうち172.4平方kmが水域である。人口密度は1平方キロあたり7.5人。

## 地理
中央スオミ県の西端、ケウルッセルカ湖北岸の4つの島々に築かれた。ポリとペタヤヴェシとをつなぐ国道23号線が東西に通る。近くの中核都市にはユヴァスキュラ（58km）、タンペレ（120km）などが挙げられる。ケウルッセルカ湖のほか、ピーラヤヴェシ湖などの湖沼がある。
北でムルティアと、東でペタヤヴェシと、南東でヤムサンコスキと、南でヤムサと、南西でマンッタとヴィルップラと、西でピルカンマー県ヴィッラトと、北西で南ポフヤンマー県アフタリとそれぞれ接する。

## 歴史
1560年ごろから村落が形成され始め、地区によってピルッカラ教区かルオヴェシ教区のどちらかに属していた。1628年に独自の教区が設立された。世界遺産「ペタヤヴェシの古い教会」よりも前の1756年から1759年にかけ、アンティ・ハコラが建てた木造教会が現在も残る。1892年にレンガ造りの教会が建てられてからは、普通は使われなくなった。1969年にピーラヤヴェシと合併し、1986年に町制が敷かれた。

## 行政
ケウルーの最高意思決定機関である議会の定数は35、その第一党は中央党（11議席）で、社会民主党（10議席）、国民連合党（6議席）の順に続く。
議会の勢力図（2009年 - 2012年度）
| 政党                | 前回選での得票率 | 議席数 |
| ------------------- | ---------------- | ------ |
| 中央党              | 30.7%            | 11     |
| 社会民主党          | 27.6%            | 10     |
| 国民連合党          | 17.8%            | 6      |
| キリスト教民主党    | 7.0%             | 3      |
| 真のフィンランド人  | 5.7%             | 3      |
| 緑の同盟            | 3.9%             | 1      |
| KSKイーティスリスタ | 3.1%             | 1      |
| 左翼同盟            | 2.7%             | 1      |

## 交通
ケウルー市街から西へ10kmほど行ったところにあるハーパマキ駅には南のユヴァスキュラに向かう路線、西のセイナヨキに向かう路線、東のイーサルミに向かう路線の3線が乗り入れており、国内鉄道網のターミナル駅となっている。

## 姉妹都市
- ユゲヴァ（エストニア）[4]
- ティングスリード（スウェーデン、1974年から）
- ソルローズ（デンマーク、1982年から）
- サルヴァス（ハンガリー、1983年から）[5]
- スカウン（ノルウェー、1984年から）
- ウグリチ（ロシア、1988年から）

## ギャラリー

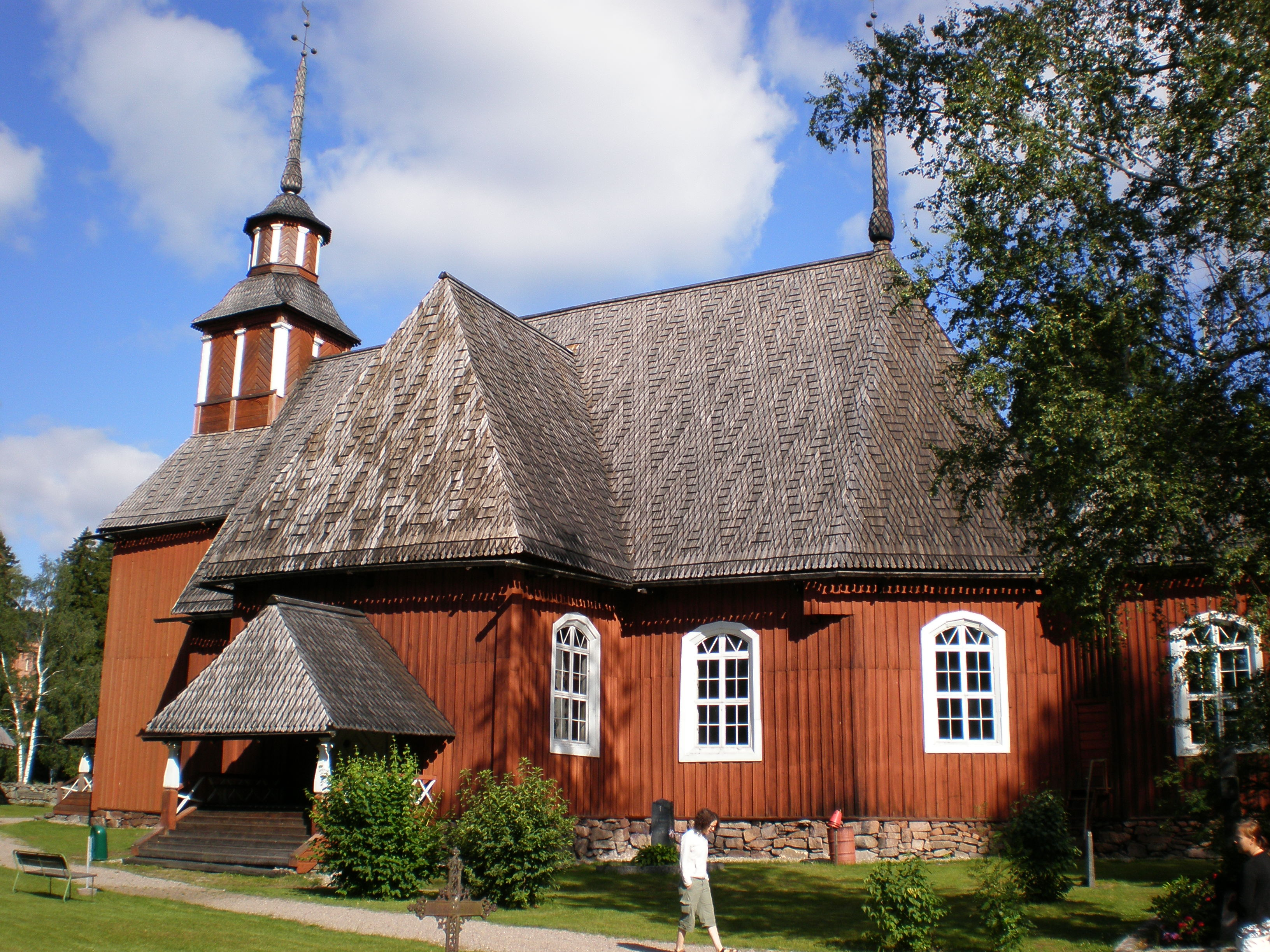
古い教会
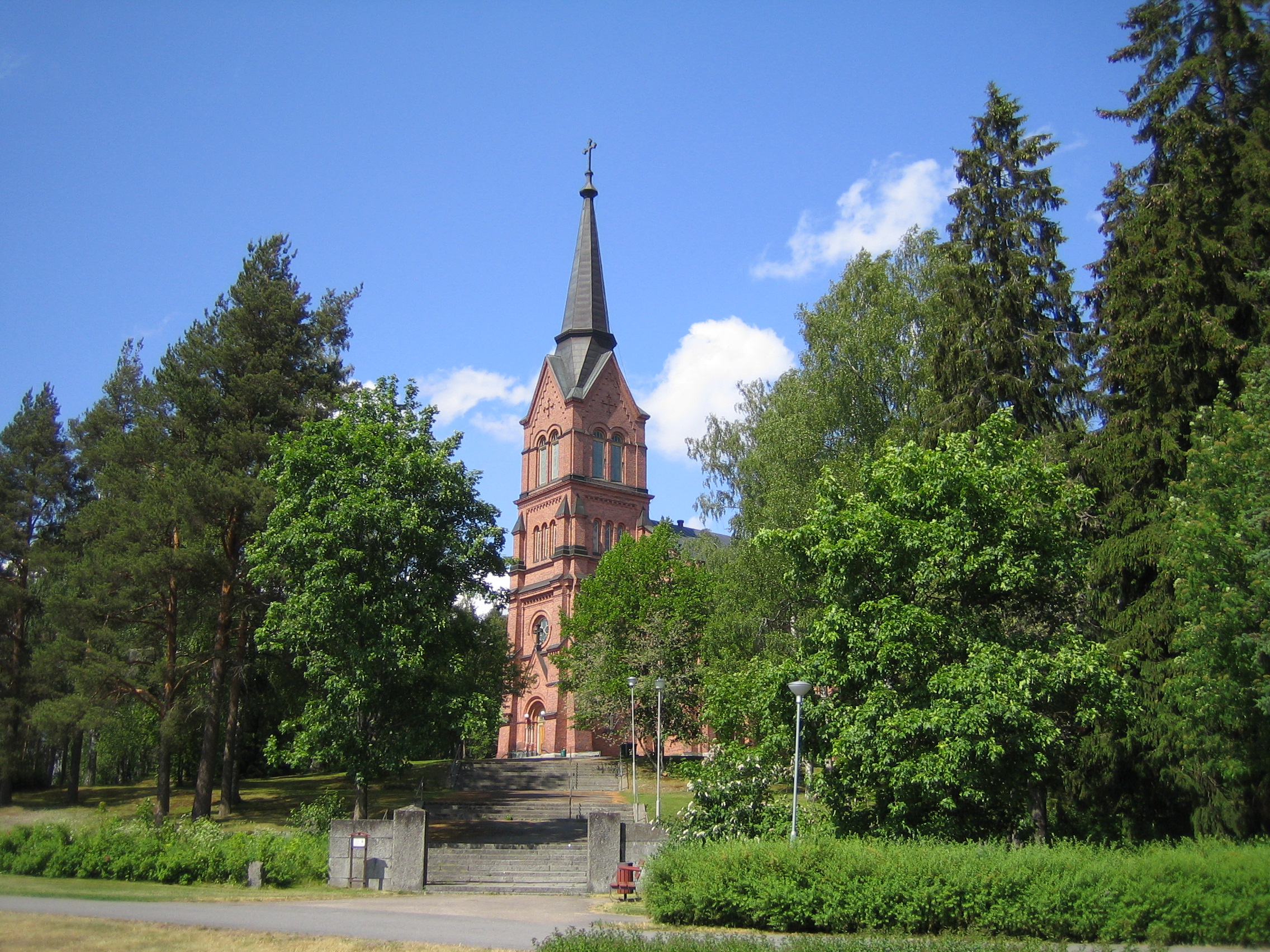
新築の教会
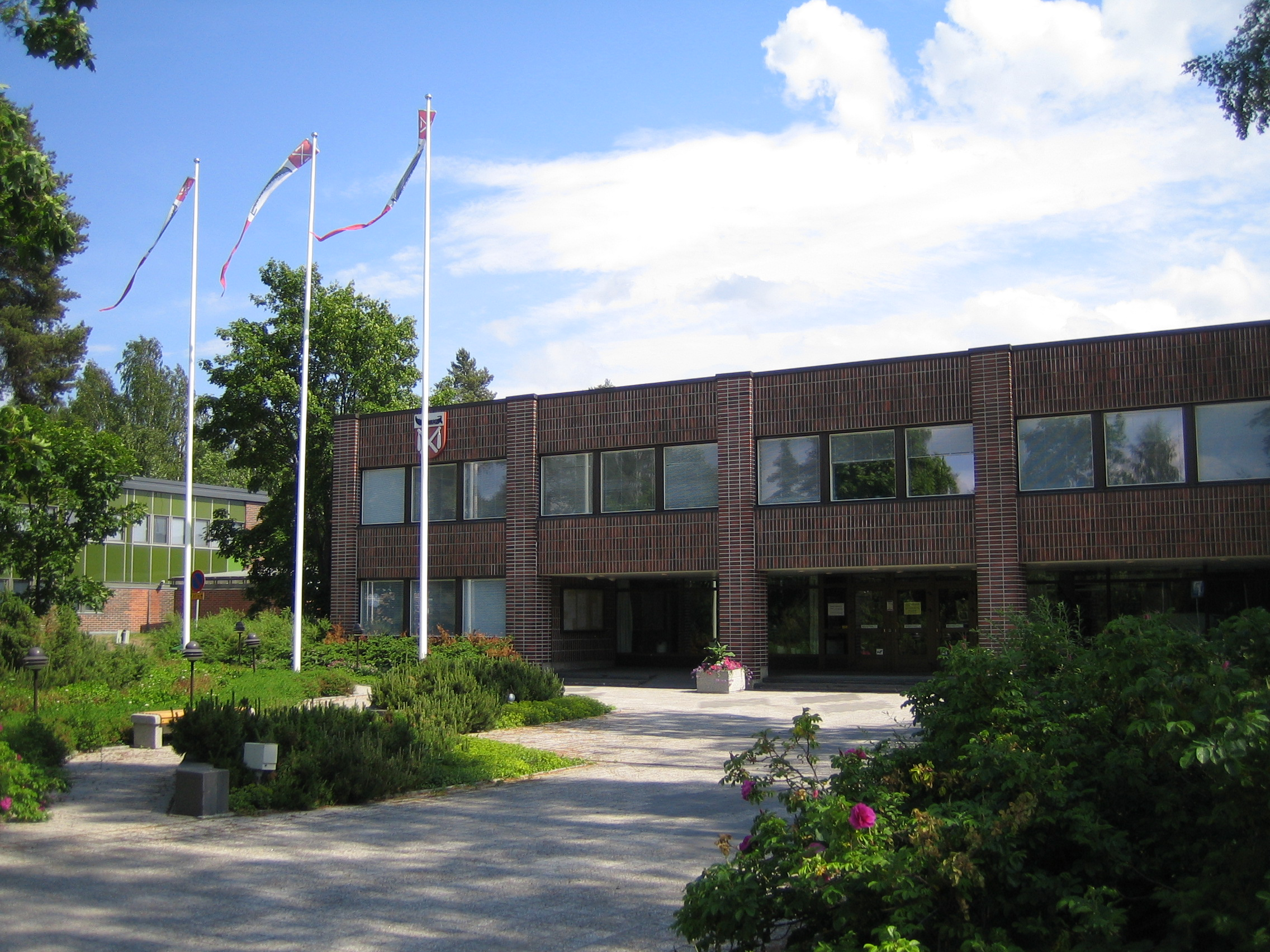
役場
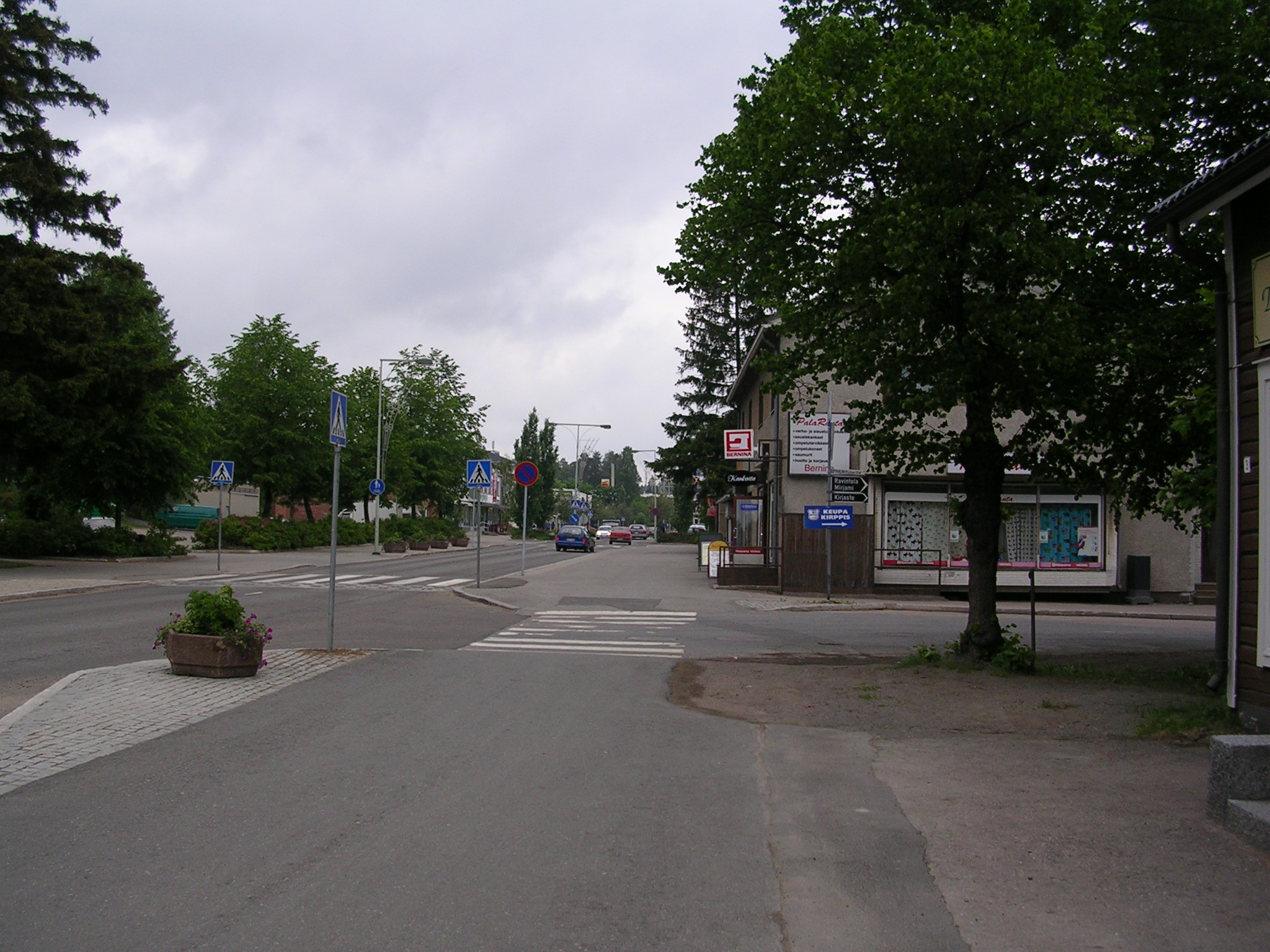
メインストリート
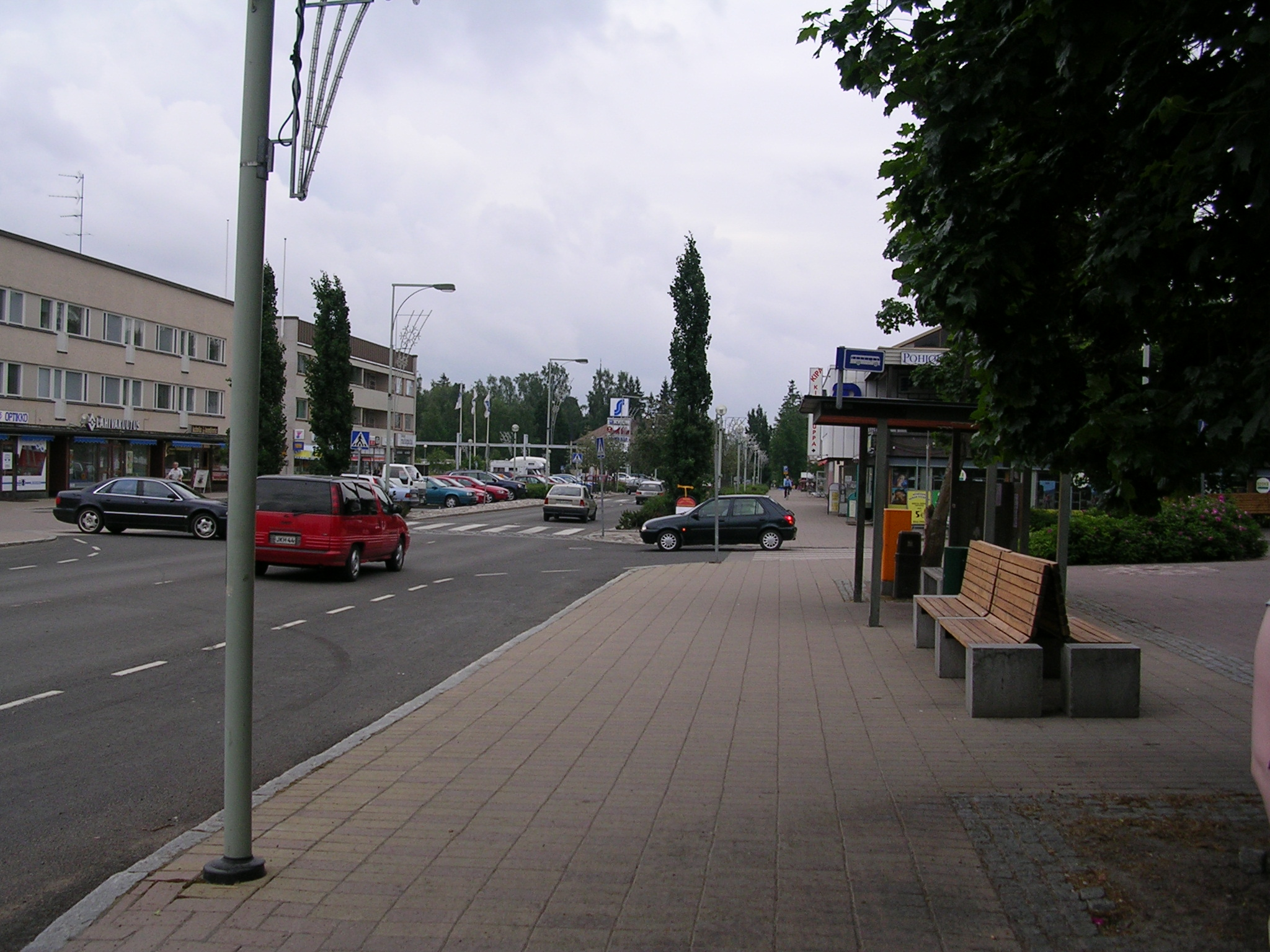
メインストリート